# Feux de forêt de 2023 en Russie
Les feux de forêt en Russie en 2023 sont une série d'incendies qui ont commencé au printemps 2023 et ont couvert jusqu'à 70 sujets du pays. En mai, le feu a brûlé près de 600 000 hectares dans l'Oural, la Sibérie et l'Extrême-Orient. De grands incendies ont été signalés dans l'oblast de Sverdlovsk, d'Omsk, de Tcheliabinsk, de l'Amour, dans les kraïs de Transbaïkalie et de Khabarovsk et dans l'oblast autonome juif,. La lutte contre les incendies a été entravée par un temps venteux et anormalement chaud. Les autorités russes ont cherché à réduire le risque de nouveaux incendies en introduisant un état d'urgence et des interdictions de visiter les forêts,.

## Contexte
Vraisemblablement, la superficie totale des incendies de forêt des feux précédents au printemps-été 2022 a atteint 8,96 millions d'hectares, soit 6 % de moins que la moyenne de 2001-2021. Cependant, le ministre des ressources naturelles Alexandre Kozlov (en) a remis un chiffre beaucoup plus petit ; 3,4 millions d'hectares. La plupart des incendies étaient d'origine humaine selon les autorités, mais ils sont attisés par le réchauffement climatique.[style à revoir]
Les incendies de forêt de 2023 ont commencé plus tôt que d'habitude en raison d'une chaleur anormale. Mais l'agence fédérale des forêts a qualifié les actions des résidents locaux de principale raison. Dans certains cas, le feu a commencé à se propager en raison du brûlage des chaumes. Ainsi, uniquement dans l'oblast de Kourgan au cours des quatre premiers mois de l'année, 46 incendiaires ont été identifiés et 7 affaires pénales ont été engagées,. De plus, des incendies se sont propagés à partir des chemins de fer, des lignes électriques, des feux de camps non éteints et des barbecues,.

## Situation par région

### Oural
Printemps 2023
Les premiers incendies de forêt dans le district fédéral de l'Oural en 2023 ont déjà été enregistrés début avril. Au 11 mai, il y avait plus de 80 incendies dans le district sur une superficie de 113 500 hectares, principalement dans l'oblast de Sverdlovsk (62 incendies pour 100 000 hectares). En raison du vent fort, le feu s'est rapidement propagé à travers l'herbe sèche. À la mi-mai, il a détruit 455 bâtiments dans la région, 2 riverains sont morts lors de l'extinction, 670 se sont retrouvés sans abri,. La situation sans précédent a contraint les autorités à déclarer l'état d'urgence, à suspendre la chasse printanière et à fermer l'entrée de plusieurs réserves naturelles,,.
La deuxième région la plus touchée est l'oblast de Kourgan. Ici, lors des incendies du printemps, 19 personnes sont mortes, plus de 300 bâtiments résidentiels et près de 4 000 bâtiments ont été détruits, dont 2 poudrières. Début mai, 60 feux naturels étaient encore actifs dans l'oblast sur une superficie totale de 11 mille hectares,,,. Les tornades de feu par endroits ont atteint 10 mètres de hauteur .
L'oblast de Tioumen a également beaucoup souffert, où plus de 5,2 mille hectares ont brûlé. Fin mai, cette zone était réduite à 700 hectares, pour lesquels les autorités locales ont dépensé au moins 800 millions de roubles,. Néanmoins, l'incendie a réussi à détruire au moins 120 bâtiments ; les habitants de sept localités ont été évacués ; un pompier est mort en aidant à éteindre les incendies  .

### Sibérie
Printemps 2023
Les incendies dans le district fédéral de Sibérie ont surtout touché l'oblast d'Omsk (9 000 hectares) et l'oblast d'Irkoutsk (7 900 hectares). Le plus grand incendie (en superficie brûlée) en Russie de l'année a également été enregistré dans le district fédéral sibérien - dans le kraï de l'Altaï sur le territoire du raïon de Mikhaïlovka (plus de 1 000 hectares).

### Extrême Orient
Printemps 2023
Début mai, les pompiers d'Extrême-Orient ont pu réduire la superficie des incendies à 7,8 mille hectares. Cependant, à ce moment-là, plus de 200 000 hectares avaient été brûlés dans le seul oblast autonome juif, détruisant 10 % du fonds forestier du sujet. Les autres régions fortement touchées étaient l'oblast de l'Amour (169 000 hectares) et le kraï de Khabarovsk (95 000 hectares), .

## Conséquences
Selon l'agence fédérale des forêts, les incendies du printemps 2023 ont montré que les autorités locales ne sont pas préparées aux urgences. L'agence a déposé une plainte auprès du bureau du procureur contre les autorités de l'oblast autonome juif pour négligence . Les paiements de l'État aux victimes qui ont perdu tous leurs biens n'ont pas dépassé 10 à 50 000 roubles ,. Certains résidents se sont également plaints qu'au lieu d'évacuer les victimes des incendies, les autorités locales ont blâmé les victimes pour les incendies. 
Il y a eu au moins 29 personnes mortes,,,.